# انتخابات الرئاسة الأرجنتينية 1898
انتخابات الرئاسة الأرجنتينية 1898 هي الانتخابات الرئاسية التي جرت في 1898، في الأرجنتين، فاز بالانتخابات خوليو روكا الأرجنتيني.